# آندره گایم
آندره کنستانتینوویچ گایم(به روسی: Андрей Константинович Гейм؛ (به انگلیسی: Sir Andre Konstantin Geim) ‏ متولد ۱ اکتبر ۱۹۵۸) در شهر سوچی کشور روسیه یک فیزیک‌دان اهل هلند است.
او روی خواص لایه‌های بسیار نازک کربن که گرافین نامیده می‌شود کار می‌کند. به همین دلیل در سال ۲۰۱۰ او به همراه همکار انگلیسی–روسی خود کنستانتین نووسلف به طور مشترک برندهٔ جایزهٔ نوبل فیزیک شدند.این جایزه بخاطر کارهای این دو دانشمند روی کربن فوق نازک به آنها اعطا شد.